# Leigh Lake
Leigh Lake – jezioro na terenie hrabstwa Teton w stanie Wyoming.

## Geografia

### Położenie
Zbiornik wodny znajduje się w paśmie Teton Range w Górach Skalistych. Od południa łączy się z mniejszym od niego jeziorem String Lake. Od wschodu znajdują się góry Mount Woodring, West Horn, Mount Moran oraz Rockchuck Peak, od północy jeziora Bearpaw Lake oraz Jackson Lake. Wokół całego jeziora znajdują się także małe i bezimienne zbiorniki.

### Wyspy
| Nazwa            | Długość brzegu | Najwyższy punkt |
| ---------------- | -------------- | --------------- |
| Mystic Isle      | 1,45 km        | 2101 m n.p.m.   |
| Boulder Island   | 0,75 km        | 2102 m n.p.m.   |
| bezimienne wyspy | 0,40 km        | 2098 m n.p.m.   |

### Dopływy
Do jeziora dopływa strumień Leigh Creek oraz kilka bezimiennych cieków.

## Turystyka
Na jeziorze można uprawiać kajakarstwo oraz wędkarstwo, nad zbiornikiem wodnym znajdują się także popularne miejsca na biwak.